# Casalnuovo di Napoli
Casalnuovo di Napoli – miasto i gmina we Włoszech, w regionie Kampania, w prowincji Neapol.
Według danych na rok 2004 gminę zamieszkiwało 44 596 osób, 6370,9 os./km².